# Eparquia uniata de Supraśl
Eparquia de Supraśl, também Eparquia de Supraśl dos Rutenos,  foi uma eparquia da Igreja uniata rutena no território da Nova Prússia Oriental como parte do Reino da Prússia em 1797-1807. Foi oficialmente confirmado pelo Papa Pio VI em 6 de março de 1798 e extinta pelo Czar Alexandre I em 14 de fevereiro de 1809.
A sé eparquial era a cidade de Supraśl, onde a igreja da abadia da Anunciação da Bem-Aventurada Virgem Maria e de São João Batista servia de catedral.
Havia quatro reitorias: Białystok, Bielsko-Podlaskie, Drogichyn e Novodvorsk.

## História
A eparquia foi estabelecida pelas autoridades prussianas em janeiro de 1797, com aquela parte dos territórios da eparquia de Brest e da arquieparquia de Kiev que após a terceira divisão da Polônia passaram a ficar em território prussiano.
A nova eparquia uniata foi reconhecida pela Santa Sé em 6 de março de 1798 com a bula Susceptam a Nobis do Papa Pio VI, que também estabeleceu o capítulo da catedral, composto por um reitor e quatro cônegos; e confirmado pelo mesmo pontífice em 27 de março de 1799 com a bula Apostolicum officium, com a qual o papa deu a instituição canônica à nomeação do primeiro bispo, Teodósio Wisłocki. A eparquia ficou imediatamente submetida à Santa Sé.
Na sequência da Convenção de Bartenstein (abril de 1807) e da Paz de Tilsit (julho de 1807), o território de Supraśl foi anexado ao Império Russo; a eparquia foi suprimida em 14 de fevereiro de 1809 com um decreto do czar e seu território anexado ao da eparquia de Brest. O bispo Leão Ludwik Jaworowski, eleito mas nunca confirmado por Roma, foi nomeado auxiliar do eparca Josafá Bułgak de Brest.